# Alfredo Talavera
Alfredo Talavera Díaz (La Barca, 1982. szeptember 18. –) egy mexikói válogatott labdarúgókapus, jelenleg a Deportivo Toluca játékosa.

## Pályafutása

### A válogatottban
A válogatottban 28 évesen, 2011 márciusában mutatkozott be egy Paraguay elleni barátságos mérkőzésen.
A 2011-es CONCACAF-aranykupán az első mérkőzés kivételével ő volt a mexikói válogatott első számú kapusa, miután Guillermo Ochoa doppingmintája pozitív lett. A csapattal ezután meg is nyerte a tornát. Ezután főként barátságos mérkőzéseken védett, majd 2015-ben behívót kapott a Copa Américára is, mint ahogy az egy évvel későbbi, centenáriumi tornára is.
2016-ban bekerült a Rio de Janeiró-i olimpián szereplő válogatottba is.

#### Mérkőzései a válogatottban
| Mexikó | Mexikó              | Mexikó                                         | Mexikó             | Mexikó   | Mexikó              | Mexikó                          | Mexikó | Mexikó  |
| #      | Dátum               | Helyszín                                       | Hazai              | Eredmény | Vendég              | Kiírás                          | Gólok  | Esemény |
| ------ | ------------------- | ---------------------------------------------- | ------------------ | -------- | ------------------- | ------------------------------- | ------ | ------- |
| 1.     | 2011. március 26.   | Oakland, Oakland Coliseum                      | Mexikó             | 3 – 1    | Paraguay            | barátságos                      | 0      |         |
| 2.     | 2011. június 9.     | Charlotte, Bank of America Stadion             | Kuba               | 0 – 5    | Mexikó              | CONCACAF-aranykupa, csoportkör  | 0      |         |
| 3.     | 2011. június 12.    | Chicago, Soldier Field                         | Mexikó             | 4 – 1    | Costa Rica          | CONCACAF-aranykupa, csoportkör  | 0      |         |
| 4.     | 2011. június 18.    | East Rutherford, New Meadowlands Stadium       | Mexikó             | 2 – 1    | Guatemala           | CONCACAF-aranykupa, negyeddöntő | 0      |         |
| 5.     | 2011. június 22.    | Houston, Reliant Stadion                       | Honduras           | 0 – 2    | Mexikó              | CONCACAF-aranykupa, elődöntő    | 0      |         |
| 6.     | 2011. június 25.    | Pasadena, Rose Bowl                            | Egyesült Államok   | 2 – 4    | Mexikó              | CONCACAF-aranykupa, döntő       | 0      |         |
| 7.     | 2011. szeptember 2. | Varsó, Pepsi Arena                             | Lengyelország      | 1 – 1    | Mexikó              | barátságos                      | 0      |         |
| 8.     | 2011. október 11.   | Torreón, Estadio TSM Corona                    | Mexikó             | 1 – 2    | Brazília            | barátságos                      | 0      | 89'     |
| 9.     | 2011. november 11.  | Santiago de Querétaro, Estadio Corregidora     | Mexikó             | 2 – 0    | Szerbia             | barátságos                      | 0      |         |
| 10.    | 2012. október 16.   | Torreón, Estadio TSM Corona                    | Mexikó             | 2 – 0    | Salvador            | vb-selejtező                    | 0      |         |
| 11.    | 2013. április 17.   | San Francisco, Candlestick Park                | Mexikó             | 0 – 0    | Peru                | barátságos                      | 0      | 46'     |
| 12.    | 2014. január 29.    | San Antonio, Alamodome                         | Mexikó             | 4 – 0    | Dél-Korea           | barátságos                      | 0      |         |
| 13.    | 2014. április 2.    | Glendale, University of Phoenix Stadium        | Egyesült Államok   | 2 – 2    | Mexikó              | barátságos                      | 0      | 45'     |
| 14.    | 2014. június 3.     | Chicago, Soldier Field                         | Mexikó             | 0 – 1    | Bosznia-Hercegovina | barátságos                      | 0      |         |
| 15.    | 2014. október 12.   | Santiago de Querétaro, Estadio Corregidora     | Mexikó             | 1 – 0    | Panama              | barátságos                      | 0      |         |
| 16.    | 2014. november 18.  | Bariszav, Bariszav Aréna                       | Fehéroroszország   | 3 – 2    | Mexikó              | barátságos                      | 0      |         |
| 17.    | 2015. június 3.     | Lima, Estadio Nacional                         | Peru               | 1 – 1    | Mexikó              | barátságos                      | 0      |         |
| 18.    | 2015. szeptember 4. | Sandy, Rio Tinto Stadium                       | Mexikó             | 3 – 3    | Trinidad és Tobago  | barátságos                      | 0      |         |
| 19.    | 2015. október 13.   | Toluca de Lerdo, Estadio Nemesio Díez          | Mexikó             | 1 – 0    | Panama              | barátságos                      | 0      |         |
| 20.    | 2015. november 17.  | San Pedro Sula, Estadio Olímpico Metropolitano | Honduras           | 0 – 2    | Mexikó              | vb-selejtező                    | 0      |         |
| 21.    | 2016. március 25.   | Vancouver, BC Place Stadion                    | Kanada             | 0 – 3    | Mexikó              | vb-selejtező                    | 0      |         |
| 22.    | 2016. június 1.     | San Diego, Qualcomm Stadium                    | Mexikó             | 1 – 0    | Chile               | barátságos                      | 0      |         |
| 23.    | 2016. június 5.     | Glendale, University of Phoenix Stadium        | Mexikó             | 3 – 1    | Uruguay             | Copa América, csoportkör        | 0      |         |
| 24.    | 2016. szeptember 6. | Mexikóváros, Estadio Azteca                    | Mexikó             | 0 – 0    | Honduras            | vb-selejtező                    | 0      |         |
| 25.    | 2016. november 11.  | Columbus, Mapfre Stadium                       | Egyesült Államok   | 1 – 2    | Mexikó              | vb-selejtező                    | 0      |         |
| 26.    | 2017. február 8.    | Las Vegas, Sam Boyd Stadium                    | Mexikó             | 1 – 0    | Izland              | barátságos                      | 0      |         |
| 27.    | 2017. március 28.   | Port of Spain, Hasely Crawford Stadion         | Trinidad és Tobago | 0 – 1    | Mexikó              | vb-selejtező                    | 0      |         |
| 28.    | 2017. június 21.    | Szocsi, Fist Olimpiai Stadion                  | Mexikó             | 2 – 1    | Új-Zéland           | konföderációs kupa, csoportkör  | 0      |         |
| 29.    | 2020. október 7.    | Amszterdam, Johan Cruijff Arena                | Hollandia          | 0 – 1    | Mexikó              | barátságos                      | 0      |         |
| 30.    | 2021. március 30.   | Bécsújhely, Bécsújhelyi stadion                | Costa Rica         | 0 – 1    | Mexikó              | barátságos                      | 0      |         |
| 31.    | 2021. május 29.     | Arlington, AT&T Stadion                        | Mexikó             | 2 – 1    | Izland              | barátságos                      | 0      |         |
| 32.    | 2021. július 3.     | Los Angeles, Memorial Coliseum                 | Mexikó             | 4 – 0    | Nigéria             | barátságos                      | 0      |         |
| 33.    | 2021. július 10.    | Arlington, AT&T Stadion                        | Mexikó             | 0 – 0    | Trinidad és Tobago  | CONCACAF-aranykupa, csoportkör  | 0      |         |
| 34.    | 2021. július 14.    | Dallas, Cotton Bowl                            | Guatemala          | 0 – 3    | Mexikó              | CONCACAF-aranykupa, csoportkör  | 0      |         |
| 35.    | 2021. július 18.    | Dallas, Cotton Bowl                            | Mexikó             | 1 – 0    | Salvador            | CONCACAF-aranykupa, csoportkör  | 0      |         |
| 36.    | 2021. július 24.    | Glendale, State Farm Stadion                   | Mexikó             | 3 – 0    | Honduras            | CONCACAF-aranykupa, negyeddöntő | 0      |         |
| 37.    | 2021. július 29.    | Houston, NRG Stadion                           | Mexikó             | 2 – 1    | Kanada              | CONCACAF-aranykupa, elődöntő    | 0      |         |
| 38.    | 2021. augusztus 1.  | Las Vegas, Allegiant Stadion                   | Egyesült Államok   | 1 – 0    | Mexikó              | CONCACAF-aranykupa, döntő       | 0      |         |
| 39.    | 2022. június 2.     | Glendale, State Farm Stadion                   | Mexikó             | 0 – 3    | Uruguay             | barátságos                      | 0      |         |
| 40.    | 2022. november 9.   | Gerona, Estadio Montilivi                      | Mexikó             | 4 – 0    | Irak                | barátságos                      | 0      |         |
|        | Összesen            |                                                |                    | 40       | mérkőzés            |                                 | 0      | gól     |

## Sikerei, díjai
Guadalajara
- Mexikói bajnok (1): 2006 (Apertura)

Toluca
- Mexikói bajnok (1): 2010 (Bicentenario)

Mexikó
- CONCACAF-aranykupa (1): 2011